# (2767) Takenouchi
(2767) Takenouchi – planetoida z pasa głównego asteroid okrążająca Słońce w ciągu 5 lat i 93 dni w średniej odległości 3,02 j.a. Została odkryta 30 października 1967 roku w Hamburg-Bergedorf Observatory w Bergedorfie przez Luboša Kohoutka. Nazwa planetoidy pochodzi od Tadeo Takenouchi, japońskiego astronoma. Przed nadaniem nazwy planetoida nosiła oznaczenie tymczasowe (2767) 1967 UM.